# باب الشماعين
باب الشماعين هي من أبواب مدينة فاس التاريخية، وهو أحد أبواب جامع القرويين الذي يدخل منه ملوك المغرب أثناء حلولهم بالجامع لتأدية صلاة الجمعة، ويرجع اصل اسمه إلى سوق الشماعين الواقع أمامه، حيث كانت تجارة الشمع، قبل أن يتحول إلى سوق لبيع الفواكه الجافة مثل التمر واللوز والزبيب والتين.